# CCTV Headquarters
Le siège de la Télévision centrale de Chine est un ensemble d'immeubles situé dans le nouveau quartier d'affaires de l'est de Pékin. Son bâtiment principal, le plus spectaculaire, atteint 234 mètres et se distingue par sa forme originale. L'ensemble a été conçu par le cabinet d'architecte néerlandais Rem Koolhaas.
Se différenciant des tours et immeubles conventionnels, la CCTV Tower (à ne pas confondre avec la tour centrale de radio-télédiffusion de Pékin, aussi appelée CCTV tower, qui culmine à 405 mètres et doit être remplacée par ce nouveau siège) représente une boucle composée de six sections horizontales et verticales, totalisant une surface de 380 000 m2; ses façades sont asymétriques en tous points et leur structure entoure un espace vide en son centre, comparable à celui de l'arche de la Défense (France).
Notamment en raison des risques de séisme, sa construction fut considérée comme un défi d'ingénierie. Sa forme unique lui fait valoir le surnom dà kùchǎ (大裤衩), ce qui signifie "gros pantalon".
Les deux "jambes" du bâtiment furent liées dans la nuit du 26 décembre, quand la température descend au plus bas afin de minimiser le déséquilibre lié à l'expansion thermique de l'acier structurel. Le bâtiment fut conçu comme faisant partie intégrante d'un parc médiatique accessible au public, avec son lieu de tournage à l'extérieur et ses studios de production sur l'axe vert du CBD (Central Business District).

## Incendie

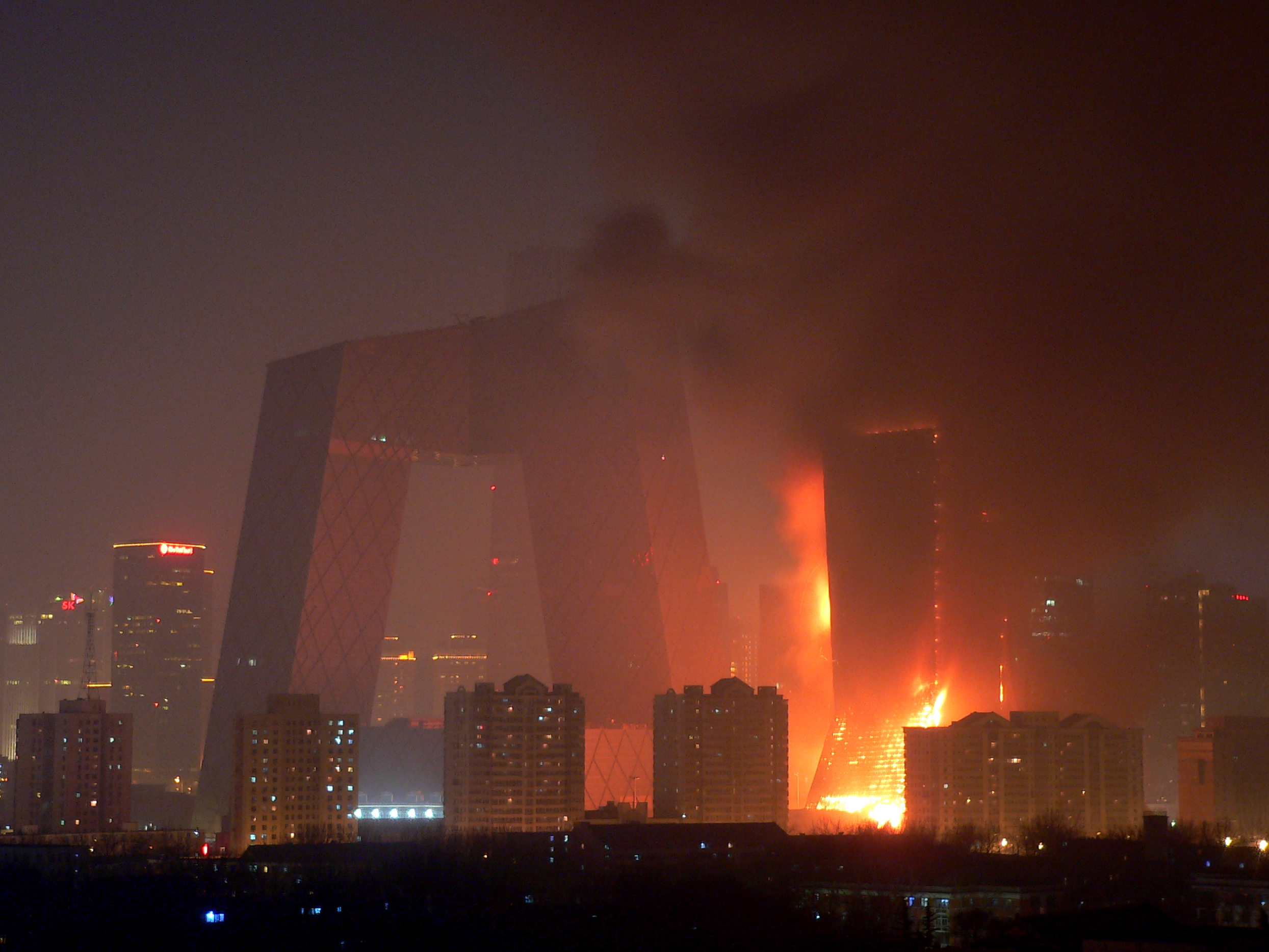
Incendie du TVCC, à l'arrière-plan du bâtiment principal

La tour annexe de la CCTV Tower, le Television Cultural Centre (TVCC, centre culturel de la CCTV), fut ravagée par un incendie le 9 février 2009, avant qu'elle ne soit achevée. L'incendie, qui dura six heures, fut provoqué par les feux d'artifice tirés pour la fête des lanternes. À l'achèvement des travaux en mai 2009, le bâtiment aurait intégré l'hôtel Beijing Mandarin Oriental, un centre pour visiteurs, un théâtre public, et un espace d'exposition.

## Appel d'offres
L'Office for Metropolitan Architecture a gagné l'appel d'offres de la Beijing International Tendering Co. le 20 décembre 2002 pour la construction de ce bâtiment, ainsi que pour le Television Cultural Center qui le jouxte. Il s'agit de la première des 300 tours construites dans le nouveau quartier central des affaires à Pékin. À l'intérieur de la "tour" se trouvent des bureaux, des studios et des espaces pour l'administration, les infos, la télédiffusion et la production.
L'agence chinoise East China Architectural Design & Research Institute a également concouru à la conception du bâtiment.